# The Police
Pour les articles homonymes, voir The Police (homonymie).
The Police est un groupe rock britannique, originaire de Londres, en Angleterre. Il est issu de la génération new wave et post-punk, et formé par les Britanniques Sting au chant et à la basse, Andy Summers à la guitare électrique et l'Américain Stewart Copeland à la batterie. Summers a rapidement remplacé en 1977 le Français Henry Padovani. Le groupe est très populaire vers la fin des années 1970 et au début des années 1980 grâce à leur musique rock, mélangeant jazz, punk et reggae.
Le groupe est notamment connu pour ses titres Roxanne, So Lonely, Message in a Bottle, Walking on the Moon et Every Breath You Take. The Police est classé numéro 70 dans la liste des 100 plus grands artistes de tous les temps du magazine Rolling Stone. Le trio cesse toute activité commune après la série de concerts (Synchronicity Tour) donnés en 1983-1984 dans la foulée de la sortie de leur dernier album, Synchronicity (1983), qui rencontre un important succès international. Le groupe ne se retrouve que brièvement en 1986, puis pour une grande tournée mondiale en 2007-2008.

## Biographie

### Origines et formation (1976–1977)

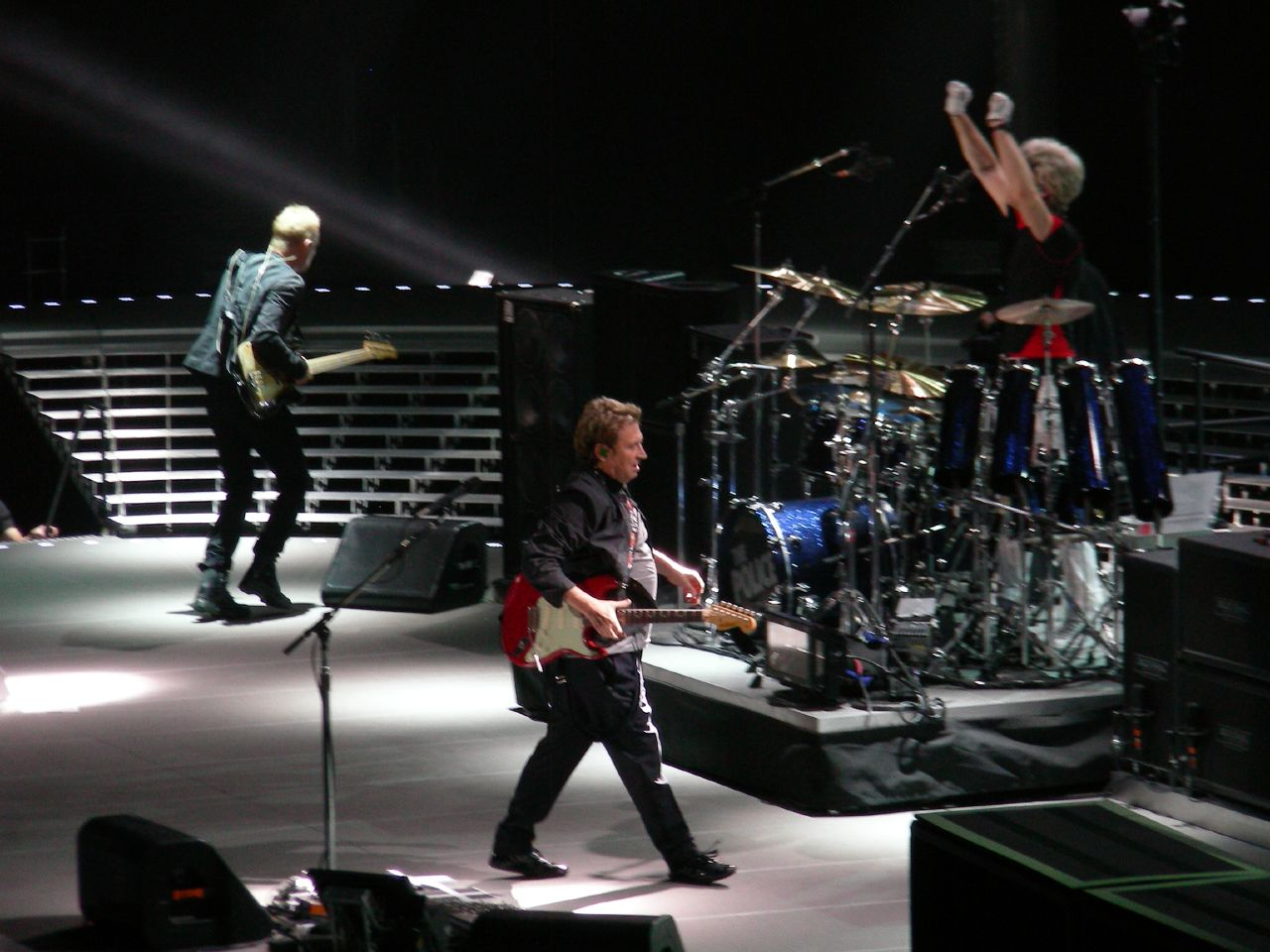
Le groupe lors d'une prestation en 2007.

Le groupe est formé à la fin décembre 1976, à la suite de la rencontre entre Stewart Copeland ancien batteur du groupe de rock progressif Curved Air et Henry Padovani, jeune guitariste corse fraîchement débarqué à Londres, et sur leur envie commune de rejoindre la scène punk alors en pleine effervescence. Copeland a déjà le nom du groupe, The Police, mot international et probable allusion à son père chef du Political Action Staff de la CIA, mais il lui manque un bassiste. Copeland pense à Sting (Gordon Matthew Sumner de son vrai nom), qu'il a repéré le 25 septembre 1976 lors d'un concert de Last Exit à Newcastle. Il a détesté le groupe, mais adoré Sting et celui-ci veut justement s'installer à Londres. Sting arrive à Londres le 9 janvier 1977 et rencontre Copeland dans son squat de Mayfair. Sting et Copeland jouent ensemble pendant deux heures. Les deux musiciens se complètent dans une parfaite alchimie. Copeland expose à Sting son idée : monter un trio punk. Sting n'est pas véritablement convaincu mais il accepte tout de même de revenir pour une première répétition le 12 janvier. Copeland lui présente à cette occasion Henry Padovani.
Un mois plus tard, le 12 février, The Police entre au Pathway Recording Studios, petit studio huit pistes, et enregistre ses deux premiers morceaux, Fall Out et Nothing Achieving, qui sortent en single en mai 1977 en auto-production sur le label Illegal. Le groupe écoule plus de quatre-mille exemplaires de ce single, de bonnes ventes pour une petite production punk. Miles Copeland, le frère aîné de Stewart, offre au trio une tournée en première partie de la chanteuse américaine Cherry Vanilla, soit 25 dates au mois de mars et d'avril dans des clubs londoniens. En échange, The Police accompagne la chanteuse pendant ses performances. Du 19 au 27 mars, le trio fait la première partie de la tournée hollandaise du groupe Wayne County and the Electric Chairs. Le groupe se produit également le 28 mars 1977 à Paris, lors de la Nuit punk organisée par Marc Zermati au Palais des glaces avec Wayne County and the Electric Chairs, Generation X, The Jam, les Stinky Toys. Le trio revient encore à Paris les 11 et 12 mai se produire au Gibus. Il faut attendre le 31 mai 1977 pour que le groupe donne son premier concert en tête d'affiche au Railway Hotel de Londres.
Parallèlement, Sting est contacté début mai par Carol Wilson qui lui a permis de signer un contrat d'édition chez Virgin avec son ancien groupe Last Exit. Son mari, Mike Howlett, ancien musicien des Gong, souhaite monter un nouveau groupe et elle lui propose d'intégrer cette formation. Sting est présenté à Andy Summers, guitariste expérimenté de trente-quatre ans et requin de studio. Mike Howlett les invite à former Strontium 90. Mike aurait aimé prendre Chris Cutler à la batterie, mais celui-ci étant indisponible, Sting amène Stewart Copeland. Strontium 90 répète pendant tout le mois de mai et enregistre plusieurs démos au Virtual Earth Studios. Un album avec des titres studio et live sortira en 1997 sous le nom de Strontium 90: Police Academy. Sur ce disque de Strontium 90, on peut entendre deux futurs titres de The Police : Visions of the Night et Every Little Thing She Does Is Magic. Le 25 mai 1977, The Police joue pour la première fois au Marquee à Londres. Andy Summers assiste à ce concert et voit le groupe sur scène pour la première fois. Quelques jours après, le 28 mai 1977, Strontium 90 joue à Paris au concert de retrouvailles du groupe Gong sous un chapiteau au Vélodrome de Vincennes.
Le 24 juin, The Police joue une nouvelle fois au Marquee et Andy Summers fait un bœuf avec le groupe. Le lendemain, le 25 juin 1977, soit moins d'un mois après le concert donné à Paris, Andy Summers annonce à Stewart et à Sting qu'il souhaite rejoindre le groupe mais à une condition : que le groupe reste un trio, autrement dit à condition de se séparer d'Henry Padovani. Copeland n'est pas d'accord car Padovani est son ami et la seule caution punk du groupe. À l'inverse, Sting est favorable à son entrée dans le groupe car l'apport d'un musicien expérimenté comme Andy Summers peut permettre au groupe de décoller. Le 25 juillet 1977, Andy Summers rejoint The Police au Music Machine de Londres pour un premier concert en compagnie de Sting, Padovani et Copeland. Le quatuor ne durera que l'espace de deux concerts. Le second concert a lieu le 5 août au Festival punk de Mont-de-Marsan aux côtés de The Clash, The Damned et Eddie and the Hot Rods, après 37 heures en bus pour rejoindre Mont-de-Marsan. Le courant ne passe guère entre Henry Padovani et Andy Summers et leurs altercations sont fréquentes.

### Débuts (1977–1978)
De retour à Londres, le groupe entre en studio avec le producteur John Cale, mais les choses se passent mal entre John Cale et Andy Summers et ravivent d'autant les tensions entre les deux guitaristes. Le 12 août 1977, Henry Padovani décide de quitter le groupe pour rejoindre Wayne County and the Electric Chairs.
Le 18 août 1977, The Police se produit de nouveau en trio sur la scène du Rebecca's à Birmingham. Andy Summers assure au groupe des rentrées financières grâce à un engagement conclu quelques mois auparavant avec Eberhard Schoener, un compositeur allemand avec lequel il avait déjà travaillé. Il réussit à imposer Sting et Stewart à Schoener. Le 22 octobre 1977, le trio part deux semaines à Munich pour accompagner l'orchestre de musique contemporain de Schoener. D'août à décembre 1977, le groupe a du mal à trouver des engagements pour se produire sur scène. Toutefois, le trio joue à Amsterdam au Paradiso le 17 octobre et au Nashville (futur Rose Bonbon) un petit club parisien, les 20 et 21 octobre 1977. C'est là que Sting commence l'écriture de la chanson Roxanne dont le nom est emprunté à l’héroïne de la pièce d'Edmond Rostand, Cyrano de Bergerac, alors à l'affiche de la Comédie française.
À partir du 13 janvier 1978 et grâce à l'aide de Miles Copeland, le groupe enregistre son premier album Outlandos d'Amour au Surrey Sound Studios à Leatherhead, situé dans une ancienne laiterie, pour la modique somme de trois mille livres sterling. C'est Miles Copeland, le manager du groupe, qui a trouvé le titre de l'album. Le groupe enregistre l'album de janvier à août 1978 la nuit lorsqu'il n'y a personne. En écoutant pour la première fois la chanson Roxanne, Miles Copeland s'exclame : « C'est un classique ! » et il signe un contrat avec A&M Records. Le 7 avril, Roxanne est publiée mais est censurée par la BBC car la chanson traite d'une prostituée. Comble de malchance, le second single Can't Stand Losing You est également censuré car il parle du suicide. N'obtenant pas le succès escompté au Royaume-Uni, le groupe décide d'entreprendre une tournée américaine de trois semaines sur la côte Est sans l'aide financière de leur maison de disques. C'est la tournée de la dernière chance. C'est Ian Copeland, l'autre frère de Stewart et producteur de spectacles réputé aux États-Unis, qui organise la tournée : une vingtaine de dates. Il arrive à convaincre les salles de rock, avec l'aide de Miles de programmer le groupe. The Police se produit dans des clubs, des bars où il n'y a pas toujours foule. C'est grâce à plusieurs disc jockeys qui font tourner Roxanne en boucle sur les radios que le succès se dessine. En novembre 1978, la maison de disques se décide enfin à sortir leur premier album Outlandos d'Amour.

### Ascension (1979–1980)
C'est avec sérénité que le trio commence l'enregistrement de son deuxième album Reggatta de Blanc dès le 13 février 1979. Les sessions pour l'enregistrement de cet album se poursuivent jusqu'au 3 août. L'album sort le 2 octobre 1979, et obtient un fort succès dans de nombreux pays grâce aux singles Message in a Bottle, sorti le 7 septembre (leur premier numéro 1 britannique), et Walking on the Moon. Dès le 1er mars 1979, le groupe interrompt ses séances de studio et entreprend sa seconde tournée américaine qui comprend une trentaine de dates. Au mois d'avril, c'est au tour du Royaume-Uni de succomber au charme du trio. Un an après sa sortie, Roxanne est réédité et le 45 tours grimpe à la douzième place des ventes tandis que l'album est classé à la sixième place. Le groupe est une nouvelle fois réclamé par les États-Unis et entame le 27 avril une troisième tournée américaine. À son retour, au mois de juin, The Police effectue sa première tournée britannique en tête d'affiche et enchaîne par une tournée des festivals d'été. Le 24 août 1979, le trio reçoit son premier disque d'or lors du festival de Reading.
Une nouvelle tournée britannique et américaine est programmée de septembre à décembre 1979. Le 23 octobre, The Police tourne le clip de Walking on the Moon à Cap Canaveral sur le site de la NASA en Floride. Le 19 novembre, le groupe joue également dans la prison de Terminal Island State de San Pedro à Los Angeles. Le trio se produit le 3 décembre 1979 à Paris, au Théâtre de l'Empire et en Allemagne du 4 au 8 décembre. Le concert de Paris est diffusé dans l'émission de rock Chorus. Afin de fêter cette année exceptionnelle, Miles Copeland, le manager du groupe, organise le 18 décembre un double concert dans la même soirée à l'Hammersmith Palais et à l'Hammersmith Odeon. Les deux salles n'étant séparées que de quelques centaines de mètres, le manager a l'idée amusante de transporter le trio dans une autochenille de l'armée américaine, provoquant une émeute et un embouteillage monstre. La Policemania bat son plein. Enfin, pour Noël, le groupe donne le 22 décembre un concert de charité pour les enfants démunis sur le thème « un ticket = un jouet » à l'Odeon de Lewisham.
Dès janvier 1980, le groupe entame une véritable tournée mondiale de 53 dates qui traverse 19 pays : États-Unis, Canada, Hawaï, Japon, Hong Kong, Nouvelle-Zélande, Australie, Inde, Égypte, Grèce, Italie, Allemagne, France, Espagne, Belgique, Pays-Bas et Royaume-Uni. Cette tournée triomphale se termine le 28 avril à Newcastle, ville natale de Sting. C'est la première fois qu'une politique de stratégie mondiale est menée à bien dans l'histoire du rock afin de conquérir de nouveaux marchés. Lorsque le groupe rentre en Angleterre, il se heurte à des problèmes fiscaux inhérents à la fortune colossale qu'il vient d'amasser. Sting et Andy Summers partent s'installer en Irlande tandis que Stewart Copeland, grâce à sa nationalité américaine, peut rester à Londres. Le 7 juillet 1980, à la suite des pressions de la maison de disques qui souhaite un nouvel album, le groupe entre en studio. En raison des questions liées à leurs problèmes fiscaux, le trio est obligé de s'exiler au Wisseloord Studio d'Hilversum, aux Pays-Bas. L'enregistrement de l'album ne dure que trois semaines. Le groupe interrompt ses séances d'enregistrement pour donner deux concerts les 26 et 27 juillet (un concert de charité en Angleterre et un autre à Dublin en Irlande). L'album Zenyatta Mondatta sort le 3 octobre 1980. Il contient les singles Don't Stand So Close To Me (leur premier top 10 américain) et De Do Do Do, De Da Da Da. Plusieurs critiques citent l'album comme étant leur meilleur,. Une nouvelle tournée mondiale est programmée. Le Zenyatta Mondatta Tour débute le 9 août 1980 par le festival Rock Werchter, en Belgique et s'achève en Australie, le 26 février 1981. Cette tournée, qui comporte 87 dates, est un énorme succès. Le groupe joue en Europe (France, Espagne, Portugal, Royaume-Uni, Irlande, Allemagne) en Amérique du Nord (Canada, États-Unis, Mexique), en Amérique du Sud (Venezuela, Argentine, Brésil), au Japon, en Nouvelle-Zélande et en Australie. Lors de cette tournée, The Police se produit pour la première fois au Madison Square Garden de New York le 10 janvier 1981.

### De la célébrité à la séparation (1981–1984)
Sting devient une star importante en décidant de devenir acteur. Il est bien reçu pour son premier rôle, celui de Ace Face dans le film Quadrophenia et ensuite dans le film britannique Radio On. Il joue aussi le rôle de Feyd-Rautha Harkonnen dans le film Dune.
Du 20 juin au 26 juillet 1981, The Police enregistre son quatrième album dans les studios Air de George Martin, le prestigieux producteur des Beatles sur l'île de Montserrat. Les tensions déjà apparues lors de l'enregistrement Zenyatta Mondatta s'accentuent entre les membres du groupe, en particulier entre Sting et Stewart Copeland. L'album Ghost in the Machine sort le 2 octobre 1981 et se classe numéro 2 aux États-Unis. On y retrouve une sonorité plus jazz avec l'ajout de saxophone sur certaines chansons. Ses singles Every Little Thing She Does Is Magic, Spirits in the Material World et Invisible Sun obtiennent un énorme succès. Le groupe effectue une nouvelle tournée mondiale qui débute le 22 août au Liberty Bell Horse Racetracks de Philadelphie. Pour cette tournée qui passe en Europe (Allemagne, Royaume-Uni, France, Pays-Bas, Suède, Danemark), aux États-Unis, au Brésil et au Chili, Sting impose au groupe une section de cuivre nommée Chops Horns : Darryl Dixon, David Watson et Marvin Daniels. La tournée s'interrompt aux États-Unis le 22 avril 1982 et The Police fait une pause. Pendant que Sting poursuit sa carrière d'acteur en jouant dans Brimstone and Treacle, pour lequel il écrit d'ailleurs la bande sonore avec le groupe, Andy Summers enregistre au mois de mai 1982 son premier album solo, I Advance Masked, avec Robert Fripp de King Crimson, et Stewart Copeland termine son film So What. La tournée reprend à Bologne en Italie le 2 juillet et s'achève aux États-Unis le 6 septembre 1982. Le 16 juillet, Stewart Copeland se marie avec Sonja Kristina, l'ancienne chanteuse du groupe Curved Air. Les fans attendent avec impatience la sortie d'un nouvel album.
Le 2 décembre 1982, Sting et Stewart Copeland s'envolent pour l'île de Montserrat pour enregistrer leur dernier album, Synchronicity. Andy Summers les rejoint le 3 décembre. L'enregistrement dure six semaines et s'achève le 11 janvier 1983. Lors de la première semaine d'enregistrement, l'ambiance est sinistre et de vives tensions apparaissent entre les membres du groupe, notamment entre Sting et Stewart. En février, l'album est mixé au studio Morin Heights au Québec. À partir du mois de mars 1983, les membres du groupe, comme l'année précédente, se concentrent sur des projets solo. Stewart Copeland compose la musique de la B.O. de Rusty James, le film culte de Francis Ford Coppola. Andy Summers réalise un ouvrage de photographies en noir et blanc qui sort en octobre 1983 et Sting part tourner au Mexique du 27 mai à la fin du mois de juin dans le film Dune. Toutefois, le trio se retrouve pour tourner les clips des chansons Every Breath You Take et Wrapped Around Your Finger aux mois de mars et avril 1983, puis le clip de la chanson Synchronicity II le 20 juillet 1983 afin de préparer le lancement de la sortie de leur nouvel album.
À sa sortie, le 17 juin 1983, l'album Synchronicity est un énorme succès. Il contient les chansons Every Breath You Take, Wrapped Around Your Finger, King of Pain et Synchronicity II. Il devint numéro 1 au Royaume-Uni (où il débuta 1er) et aux États-Unis. Il ne reste 1er que deux semaines au Royaume-Uni mais le reste pendant dix-sept semaines aux États-Unis. L'album Synchronicity fut, à sa sortie, le seul à prendre la première place à l'album Thriller de Michael Jackson. The Police a été nommé pour le Grammy Award de l'album de l'année en 1984, remporté par l'album Thriller de Michael Jackson.
Le Synchronicity Tour comprend 105 dates et débute le 23 juillet à Chicago. Comme lors de la précédente tournée, Sting impose au groupe des choristes. La tournée connaît son apogée le 7 août 1983 au Shea Stadium à New York où le groupe joue devant plus de 70 000 personnes. Vers la fin de ce concert exceptionnel, Sting annonce au public : « Nous voulons remercier les Beatles pour nous avoir prêté leur stade » et dira ensuite « Durant notre show, j'ai pensé, voilà, c'est terminé, on ne pourra jamais faire mieux que ça. C'est là que j'ai décidé d'arrêter le groupe » Sting annonce donc à Stewart Copeland et Andy Summers qu'il souhaite arrêter. Un concert est enregistré à Atlanta le 13 et le 14 novembre 1983, au plus fort de la tournée. Il sort en film en 1984, et en 1995 sur le deuxième CD de l'album Live! À la fin de la tournée, le 4 mars 1984 à Melbourne, le groupe annonce qu'il fait une pause et qu'il prend une année sabbatique au bout de laquelle il ne se reformera pas. Un premier rendez-vous est pourtant prévu en juillet 1984 mais Sting, Andy Summers et Stewart Copeland « oublient » de se retrouver en studio pour enregistrer leur sixième album. Les tensions au sein du groupe atteignent le point de non-retour. Sting tourne pendant l'été 1984 dans The Bride de Franc Roddam où il joue le rôle de Frankenstein. Au printemps 1985, Sting enregistre son premier album solo The Dream of the Blue Turtles et commence une carrière solo.

### Post-séparation (1985–2006)

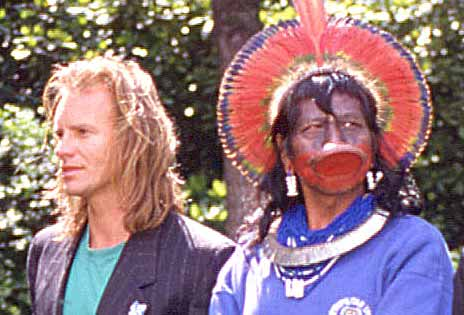
Sting et le chef Raoni en 1989.

Après une séparation jamais officialisée, le groupe se reforme les 11, 13 et 15 juin 1986 lors des trois dernières dates de la tournée aux États-Unis en faveur d'Amnesty International. Leur prestation provoque l'hystérie du public et éclipse les prestations de Peter Gabriel, U2, Bryan Adams… Le 21 juillet, ils se retrouvent en studio pour essayer d'enregistrer un nouvel album. Seulement Sting n'apporte aucune nouvelle chanson au groupe. Il souhaite seulement une compilation et réenregistrer les plus grands tubes du trio. Stewart et Andy Summers ne sont pas réellement convaincus par ce projet mais ils acceptent de jouer le jeu. Malheureusement, la veille de l'enregistrement, Stewart Copeland se fracture la clavicule et le groupe ne peut pas rejouer ensemble et essayer de créer de nouvelles chansons. Lors de cette réunion, seule deux chansons sont enregistrées. La première, une refonte d'un ancien tube paru sous l'album Zenyatta Mondatta est connue sous le nom de Don't Stand So Close to Me 86 et est parue dans le commerce en octobre 1986. La seconde De Do Do Do De Da Da Da est aussi une nouvelle version de leur chanson parue sur l'album Zenyatta Mondatta mais n'a jamais été commercialisée.
Depuis lors, chacun poursuit une carrière solo non sans réaliser quelques performances ensemble comme lors du mariage de Sting avec Trudie Styler le 22 août 1992. Le 10 mars 2003, The Police lors de son entrée au Rock and Roll Hall of Fame joue trois titres : Roxanne, Message in a Bottle, et Every Breath You Take. Cependant, à la fin de l'année 2006, des rumeurs circulent sur l'éventuelle reformation de The Police pour la commémoration du trentième anniversaire du premier single du groupe et un projet de tournée mondiale.
En 2006, la chanson Welcome Home de l'album de Henry Padovani est enregistrée avec Henry à la guitare, Stewart Copeland à la batterie et Sting à la basse. En 2006, le documentaire écrit par Stewart Copeland : Everyone Stares : The Police Inside Out est présenté au festival du film de Sundance, à partir du 22 janvier, en présence de Stewart Copeland, Sting et Andy Summers (soit un peu moins de trois ans après la dernière apparition du groupe, ce qui est un record depuis 1986). Le film est mis en vente la même année (novembre 2006 en France).
Parallèlement, un album compilation sort en juin 2007 avec en premier titre le tout premier single Fall Out enregistré le 12 février 1977 par la première mouture du groupe avec Sting, Henry Padovani et Stewart Copeland, peu avant l'arrivée d'Andy Summers et le départ d'Henry Padovani. Ce double album rétrospectif compte 28 morceaux dont Roxanne, Message in a Bottle ou encore Walking on the Moon.

### Retour et nouvelle tournée (2007–2008)
« Ladies and gentlemen, we are the Police, and we're back ! »
— Sting

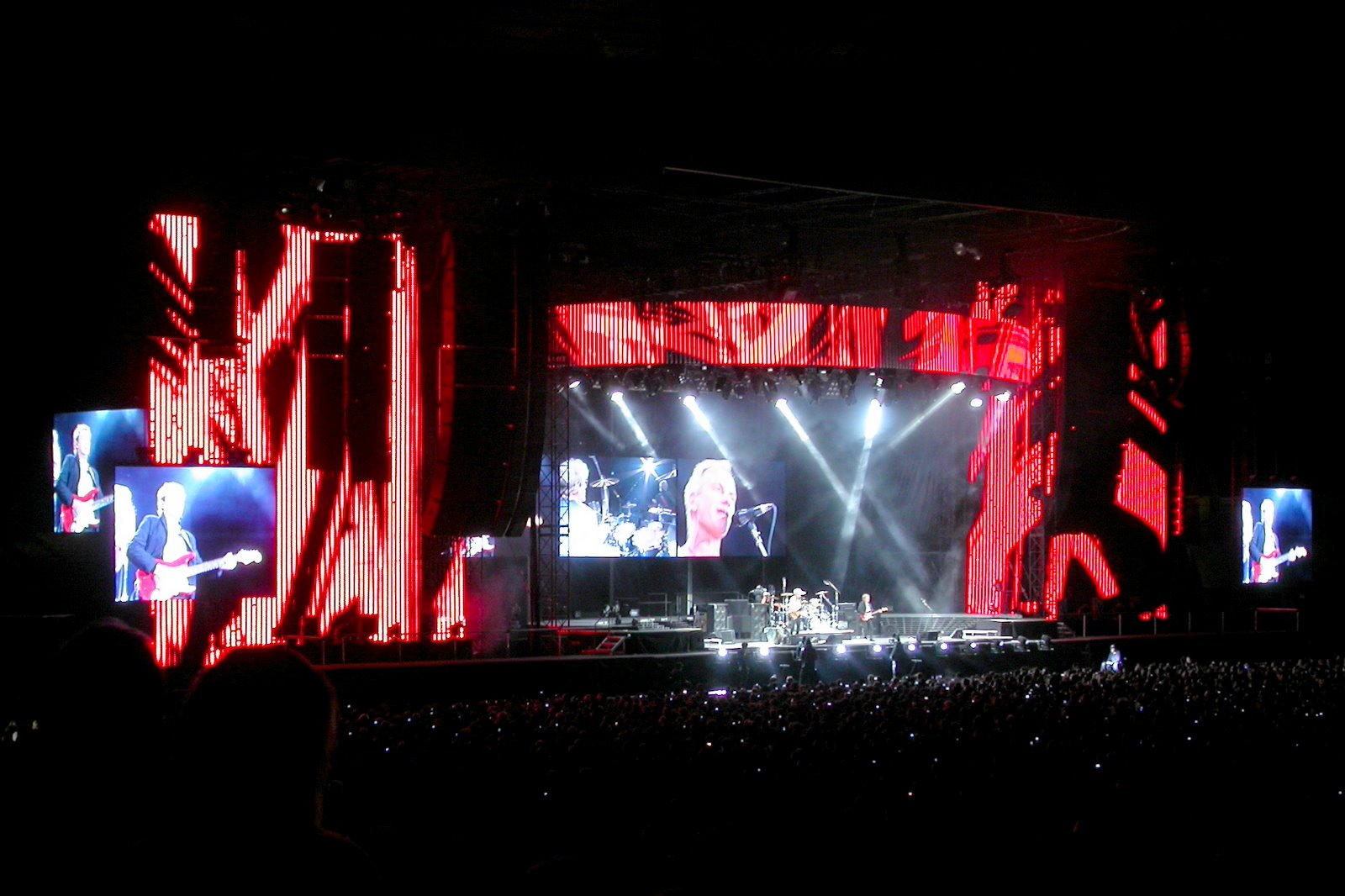
Concert du 29 septembre 2007 au Stade de France.

Jamais officiellement séparé, The Police annonce sa reformation lors de la 49e édition des Grammy Awards du 11 février 2007 à Los Angeles. Le lendemain, le 12 février, le groupe organise une conférence de presse et une répétition au mythique Whisky a Go Go d'Hollywood. À cette occasion, le trio annonce une tournée mondiale qui débutera le 28 mai 2007. Dès le 24 janvier, The Police s'était réuni pendant douze jours au Lions Gate Studios, Studio 5 à Vancouver, pour effectuer les répétitions en vue des Grammy Awards et de la future tournée. Les répétitions se poursuivent à partir du mois d'avril pendant six semaines au Palagio, la maison de Sting en Toscane.
Sur son site officiel, Sting confirme le retour sur scène de The Police pour une tournée mondiale, The Police Reunion Tour, qui a lieu à l'occasion des trente ans du single Roxanne (premier single du groupe sous sa forme Copeland - Sting - Summers, le vrai premier single du groupe étant Fall Out avec Henry Padovani à la guitare et avant l'arrivée d'Andy Summers). C'est une grande nouvelle pour les fans qui attendaient cela depuis 1986, date de la fin de leurs prestations communes et du début de leurs carrières solos respectives. On parle de cinquante millions de dollars pour chaque membre du groupe pour la reformation puis la tournée du groupe. Une partie des bénéfices de la tournée mondiale est reversée à une association humanitaire, WaterAid, qui s'emploie à faciliter l'accès à l'eau potable dans les pays en voie de développement.

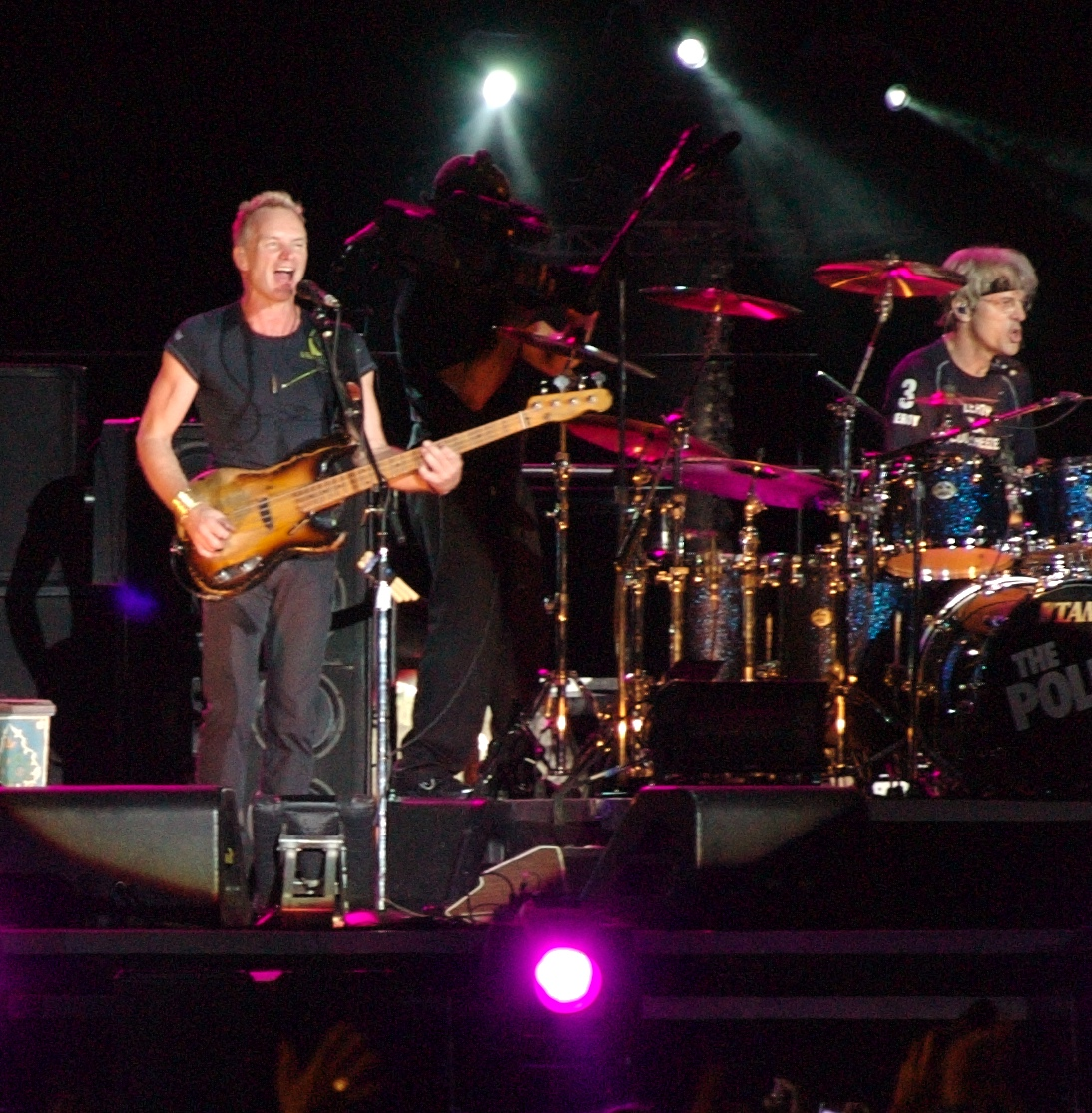
The Police à Buenos Aires, en Argentine, le 1er décembre 2007.

La tournée mondiale démarre le 28 mai 2007 à Vancouver au Canada, pour passer ensuite aux États-Unis, en Europe et finir par l'Amérique latine et l'Australie. En Europe, le groupe est passé au Royaume-Uni, en Italie, en Suisse, en France (les 29 et 30 septembre 2007 au Stade de France, le 3 juin 2008 au Stade Vélodrome de Marseille), en Belgique, au Portugal, au Danemark et aux Pays-Bas. La première partie de chaque concert est assurée par le groupe Fiction Plane dont le leader, Joe Sumner, est le fils de Sting.
Les chansons de la tournée sont toutes parues dans les cinq albums publiés entre 1978 et 1983, tous les grands tubes : Message in a Bottle, Walking on the Moon, Don't Stand so Close to me, De Do Do Do De Da Da Da, Roxanne, So Lonely, Every Breath You Take, Can't Stand Losing You, Every Little Thing She Does is Magic, Synchronicity II, King of Pain ou Wrapped around Your Finger. Les 79 000 places du concert du 29 septembre 2007 au Stade de France se sont vendues en seulement 1 h 30, ce qui constitue un record, même devant U2 qui s'y est produit il y a peu. Une nouvelle date est alors annoncée, le 30 septembre 2007, et réunit à nouveau 79 000 spectateurs. Ce sont donc pas moins de 158 000 personnes qui ont assisté au concert de The Police en France pour cette tournée Live 2007. Lors des concerts au Stade de France, pour le dernier morceau (Next to You), Sting a invité sur scène Henry Padovani, premier guitariste du groupe.
En entrevue, Sting annonce que la tournée sera la dernière du groupe et qu'il n'y aura aucun album de The Police de prévu après, ses membres préférant retourner chacun à leur carrière solo. Le groupe joue son dernier concert le 7 août 2008 au Madison Square Garden. Leur tournée de réunion comptabilise 154 dates et fut l'une des plus lucratives, seulement dépassée par A Bigger Bang des Rolling Stones et Vertigo de U2 selon Billboard. En novembre 2008 (le 10 en France), est publié un CD/DVD live, The Police - Certifiable, qui contient, outre un mixage des concerts de Buenos Aires des 1er et 2 décembre 2007, un documentaire inédit sur la renaissance du groupe, intitulé Better Than Therapy et réalisé par Jordan Copeland, le fils de Stewart.
En octobre 2022, leur tube Every Breath You Take dépasse la barre du milliard de vues sur YouTube.

## Membres
- Sting - basse, chant (1976-1984, 1986, 2007-2008)
- Henry Padovani - guitare (1976-1977, 2007)
- Andy Summers - guitare (1977-1984, 1986, 2007-2008)
- Stewart Copeland - batteur (1976-1984, 1986, 2007-2008)

## Discographie

### The Radio Actors
- 1979 : Nuclear Waste/Digital Love - Single - Avec Sting, Steve Hillage, Mike Howlett, Steve Broughton, Harry Williamson, Gilly Smith et Nik Turner.

### Strontium 90
- 1997 : Police Academy - Avec Sting et Mike Howlett à la basse, Andy Summers à la guitare et Stewart Copeland à la batterie. Enregistré en partie en studio en 1977 et en partie live au Cirque Hippodrome de Paris, à l'automne 1976. Sur l'album, on retrouve la version démo de la chanson de Police, Every Little Thing She Does Is Magic ainsi que la chanson Visions of the night qui sera sur la face B du 45-tours Message in a bottle et 3 O'clock shit qui deviendra Be My Girl - Sally. L'enregistrement du concert fut publié par PANGÆA en 1997[19].

### Albums studio
- 1978 : Outlandos d'Amour
- 1979 : Reggatta de Blanc
- 1980 : Zenyattà Mondatta
- 1981 : Ghost in the Machine
- 1983 : Synchronicity

### Compilations
- 1986 : Every Breath You Take: The Singles
- 1992 : Greatest Hits
- 1993 : Message in a Box: The Complete Recordings
- 1997 : The Very Best Of Sting & The Police
- 2007 : The Police
- 2018 : Every Move You Make: The Studio Recordings (coffret qui inclut la réédition des cinq albums studio et le CD Flexible Strategies comprenant douze faces-B)

## Vidéographie

### VHS
- 1982 : Around the World
- 1984 : Synchronicity Concert
- 1986 : Every Breath You Take: The Videos
- 1995 : Outlandos to Synchronicities - A History of The Police Live!

### DVD
- 2001 : Live Ghost in the Machine (sorti au Japon seulement)
- 2002 : Live '79 at Hatfield Polytechnic (sorti au Japon seulement)
- 2003 : Every Breath You Take: The DVD
- 2005 : Synchronicity Concert
- 2006 : Everyone Stares: The Police Inside Out- Film documentaire fait par Stewart Copeland
- 2007 : Greatest Video Hits
- 2008 : Certifiable: Live in Buenos Aires
- 2015 : Can't Stand Losing You: Surviving The Police
- 2017 : Rock'N'Roll Of Corse

### Blu-Ray
- 2008 : Certifiable: Live in Buenos Aires

## Distinctions
- 2007 : Chevaliers des Arts et des Lettres

## Samples et reprises
- Puff Daddy[20] a samplé Every Breath You Take.
- D'après Yasmine Aoudi, George Michael a repris Roxanne dans son concert du 4 octobre 2011 à Paris Bercy[21].
- Denmark + Winter a repris Every breath you take sur son album Re:Imagine, Vol. 1 sorti le 10 mars 2015.